# Grzegorz Dymitr Ghica
Grzegorz Dymitr Ghica także Grzegorz Ghica IV (rum. Grigore Ghica) (ur. 1755, zm. 1834) – hospodar Wołoszczyzny w latach 1822–1828 z rodu Ghica.
Był bratankiem Grzegorza Ghiki III. W styczniu 1821 był jednym z trzech rumuńskich bojarów, którzy utworzyli komitet rządzący Wołoszczyzną po śmierci hospodara Aleksandra Suțu z zamiarem wywołania we współpracy z greckim stowarzyszeniem niepodległościowym Filiki Eteria antytureckiego powstania. Jednak wobec antyfeudalnego powstania Tudora Vladimirescu oraz braku poparcia Rosji plan się nie powiódł i bojarzy uciekli z Bukaresztu. Wkrótce wojska tureckie pokonały zarówno Vladimirescu, jak i greckie oddziały Ipsilantiego, następnie zaczęły pustoszyć Mołdawię i Wołoszczyznę.
W 1822 Turcja wycofała swoje wojska z księstw naddunajskich po uzgodnieniu z lokalnymi bojarami, iż trony hospodarskie nie będą obsadzane odtąd przez Greków, zostaną oni też usunięci z wyższych stanowisk (powodem była trwająca właśnie grecka wojna o niepodległość). Był to kres ery fanariotów. Na hospodara Wołoszczyzny został mianowany Grzegorz Dymitr Ghica (co prawda z rodziny o nierumuńskich korzeniach, ale osiadłej tutaj od bardzo dawna). Ponieważ dwór sułtański zrezygnował z częstych zmian hospodarów, Grzegorz wytrwał na tronie przez kilka lat, do 1828, kiedy to wybuchła wojna rosyjsko-turecka, wojska rosyjskie zajęły Wołoszczyznę i rozpoczęły jej okupację.
W trakcie panowania Grzegorza, w 1826 zostało zawarte porozumienie rosyjsko-tureckie o zasadach wyboru hospodarów, nawiązujące do wcześniejszego takiego układu (z 1802) i zakładające wspólny wybór hospodarów na siedmioletnie kadencje.

## Literatura
- J. Demel, Historia Rumunii, Wrocław 1970